# پوستاو
پوستاو (به آلمانی: Postau) یک شهر در آلمان است که در بایرن واقع شده‌است.

## خصوصیات
پوستاو ۳۴٫۸۴ کیلومترمربع مساحت دارد ۳۸۸ متر بالاتر از سطح دریا واقع شده‌است.